# Ангідриди карбонових кислот

Загальна структурна формула

Ангідр́иди карбóнових кислóт можна розглядати як продукт конденсації двох карбоксильних груп -COOH:
У разі одноосновних карбонових кислот таким чином з'єднуються дві окремі молекули, у випадку ж двоосновних часто виявляється вигідним існування циклічного внутрішньомолекулярного ангідриду (приклад, фталевий ангідрид).

## Отримання
Не всі ангідриди можна безпосередньо отримати за вищезгаданою реакцією. Наприклад, фталева кислота при нагріванні легко перетворюється на ангідрид, в той же час оцтова кислота в таку реакцію не вступає. До того ж, не для всіх кислот можна отримати відповідні ангідриди: не існує ангідриду мурашиної кислоти H(CO)O(OC)H, але існує змішаний оцтово-мурашиний ангідрид H(CO)O(OC)CH3
Окрім наведеної реакції, придатної лише для невеликої кількості кислот, використовують інші методи отримання ангідридів карбонових кислот — хлорангідриди карбонових кислот реагують з карбоновими кислотами або їхніми солями, утворюючи ангідриди:
CH3COCl + CH3COONa → CH3(CO)O(OC)CH3 + NaCl
Можна примусити йти реакцію, якщо використовувати P4O10 як засіб, що зв'язує воду.
Для оцтового ангідриду і змішаних ангідридів оцтової кислоти існує особливий спосіб отримання: реакція карбонової кислоти з кетеном ((наприклад, етенон CH2=CO можна уявити, як результат відщеплювання води від молекули оцтової кислоти). Спочатку одержують кетен, пропускаючи пари ацетону над розігрітою до 700°С ніхромовою спіраллю:
CH3COCH3 → CH4 + CH2=CO
Потім кетен пропускають через карбонову кислоту і одержують ангідрид.